# Eucerotoma transversofasciata
Eucerotoma transversofasciata es una especie de insecto coleóptero de la familia Chrysomelidae.
Fue descrita científicamente en 1866 por Baly.